# Vitória Sport Clube
El Vitória Sport Clube, más conocido como Vitória de Guimarães, es un club deportivo portugués con sede en Guimarães, distrito de Braga. Su sección más conocida es el equipo de fútbol, fundado en 1922 y que juega en la Primera División de Portugal, máxima categoría nacional.

## Historia

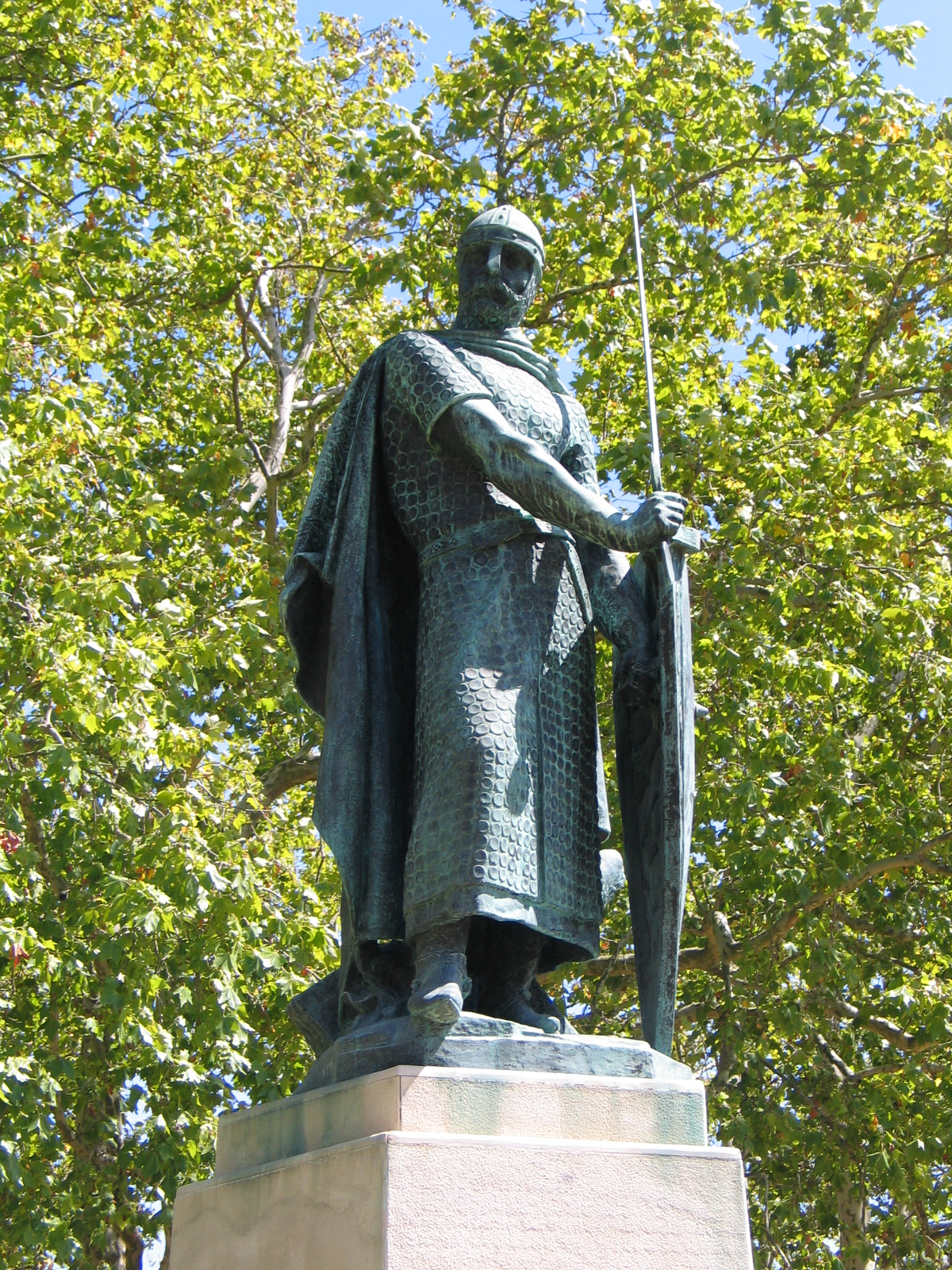
Estatua del rey Alfonso I de Portugal, en quien se inspira el escudo del Vitória SC.

La historia oficial del Vitória Sport Clube recoge como fecha de fundación el 22 de septiembre de 1922, día de su inscripción en la Asociación de Fútbol de Braga, con António Macedo Guimarães como primer presidente. El escudo del club data de 1930 y representa la estatua de Alfonso Enríquez, nacido en Guimarães y primer rey de Portugal. Para los colores sociales se tomaron solamente el blanco y negro, en alusión a la igualdad y admisión de cualquier miembro sin distinción de razas.

Dentro del campeonato del distrito de Braga, el Vitória S.C. desarrolló una fuerte rivalidad con el Sporting Clube de Braga. Aunque los bracarenses se mantuvieron a un nivel superior en los primeros años, el Vitória remontaría la situación al proclamarse nueve veces campeón del Minho desde 1936 hasta 1946. Con su dominio en el fútbol local, obtuvo una plaza en la Primera División portuguesa a partir del año 1941/42. Una temporada más tarde los vitorianos disputaron la final de la Copa de Portugal, siendo derrotados por el Sport Lisboa e Benfica (5-1). La entidad blanquinegra se mantuvo en Primera División hasta su descenso en 1954/55, aunque retornó en tan solo tres años a la máxima categoría.
El Vitória S.C. se convirtió en un club deportivo con la creación de la sección de hockey sobre patines en 1950. Desde entonces mantiene quince secciones.
El dominio de los clubes lisboetas hizo que el Vitória apenas si despuntara en el fútbol nacional, con dos subcampeonatos de la Copa de Portugal (1962/63 y 1975/76) y un tercer puesto en la temporada 1968/69, gracias al cual pudieron disputar la Copa de Ferias 1969/70 por primera vez. En 1980, la llegada a la presidencia del empresario Pimenta Machado llevó al equipo a sus cotas más altas, mediante la construcción del Complejo Deportivo, el desarrollo de las categorías inferiores y la llegada de futbolistas como Neno, Paulinho Cascavel y N'Dinga Mbote. La edición de 1986/87 fue la mejor hasta esa fecha, con un tercer puesto en Liga y un fulgurante progreso en la Copa de la UEFA 1986/87, dejando por el camino a rivales como el Atlético de Madrid, hasta que en cuartos de final les superó el Borussia Mönchengladbach. Finalmente, los de Guimarães levantaron su primer título nacional en 1988 tras vencer al F. C. Oporto en la Supercopa de Portugal.
El Vitoria fue un habitual de las competiciones europeas en los años 1990. Sin embargo, su suerte cambió después de que Pimenta Machado fuese condenado por desfalco y dejara la presidencia en 2004 tras 24 años al frente. Obligados a vender a sus mejores futbolistas por problemas económicos, el Vitoria fue penúltimo en la temporada 2005/06 y descendió a Segunda División. No obstante, recuperaron la máxima categoría al año siguiente. Lejos de buscar la permanencia, el técnico Manuel Cajuda armó un bloque sólido —con Kamel Ghilas, Yves Desmarets y Pedro Geromel entre otros— que obtuvo el tercer puesto en la edición 2007/08 y la clasificación para la ronda previa de la Liga de Campeones 2008/09.
El 26 de mayo de 2013, pese a los problemas financieros que arrastraban, el equipo blanquinegro dirigido por Rui Vitória obtuvo el mayor éxito de su historia: la consecución de la primera Copa de Portugal frente al Benfica por 1-2.

## Estadio

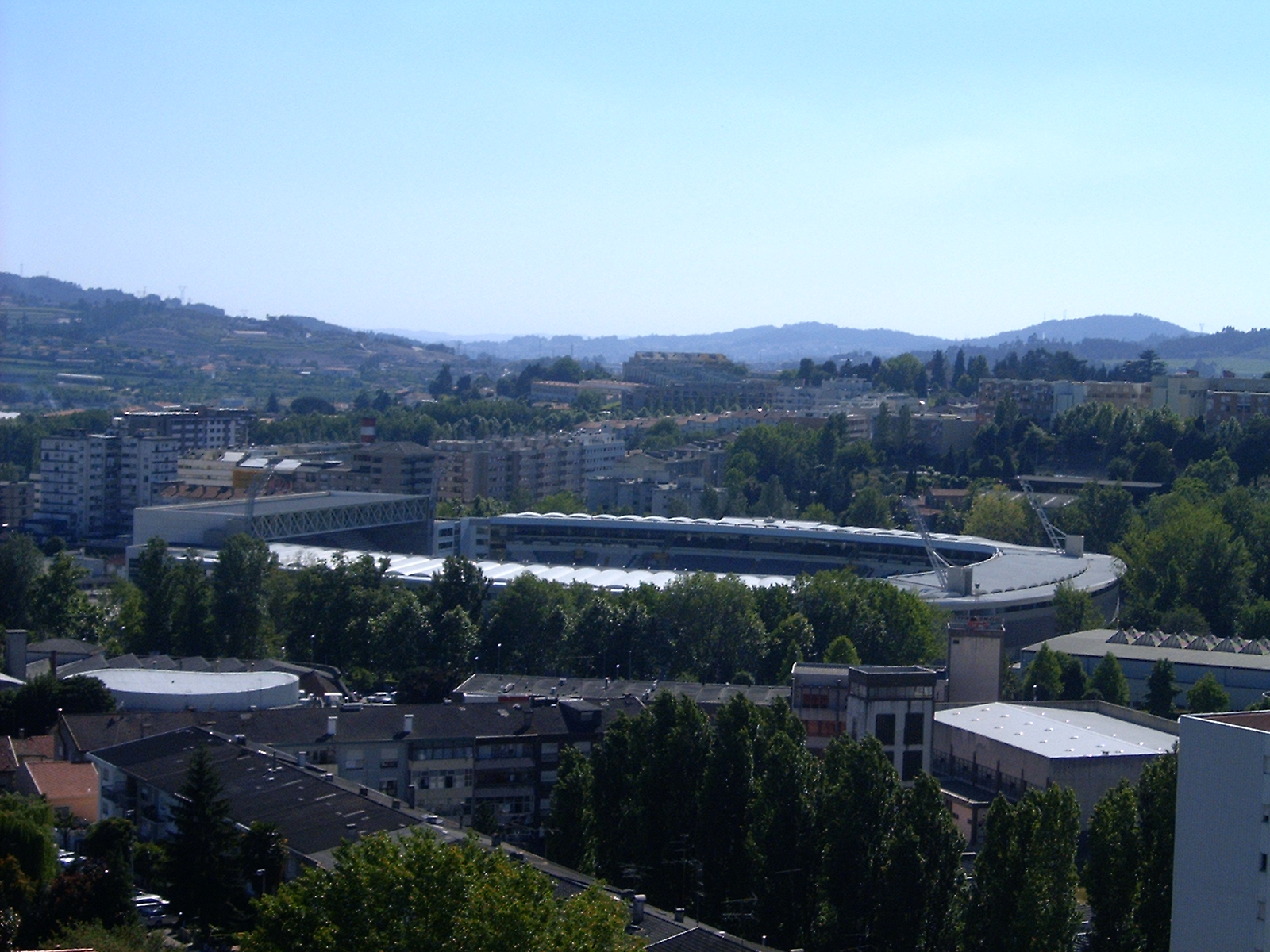
Exterior del Estadio Dom Afonso Henriques.

El Vitória de Guimarães disputa sus partidos como local en el Estadio Dom Afonso Henriques, cerca del casco histórico. Su césped es natural y el aforo es de 30.029 espectadores. Originalmente denominado Estádio Municipal de Guimarães, se cambió su nombre por el del rey Alfonso Enríquez, cuya estatua figura en el escudo del equipo.
Este campo fue inaugurado en 1965 con un amistoso entre el Vitória y el 1. FC Kaiserslautern, y se mantuvo sin apenas modificaciones hasta el siglo XXI. Con la elección de Guimarães como una de las diez sedes de la Eurocopa 2004, el estadio fue remodelado en su totalidad: se instaló un techo en todas las gradas, se modernizaron las instalaciones y las localidades pasaron a ser exclusivamente de asiento. La obra del arquitecto Eduardo Guimarães tuvo un coste superior a los 27 millones de euros.
Después de los «tres grandes» —Benfica, Sporting y Oporto—, el Vitória es el cuarto equipo portugués que más aficionados lleva a su estadio, con una media de 18.500 espectadores por partido. Suele agotar todas las entradas en partidos de máxima rivalidad, especialmente si se enfrenta al Sporting Clube de Braga.

## Palmarés

### Campeonatos nacionales (2)
- Copa de Portugal (1): 2012-13.
- Supercopa de Portugal (1): 1987-88.[5]
- Subcampeón de la Copa de Portugal (6): 1941-42, 1962-63, 1975-76, 1987-88, 2010-11, 2016-17.
- Subcampeón de la Supercopa de Portugal (3): 2010-11, 2012-13, 2016-17.

### Campeonatos amistosos (5)
- Trofeo Luis Otero (1): 1978.
- Trofeo Memorial Quinocho (1): 1997.
- Torneo de Guadiana (1): 2001.[8]
- Trofeo Ciudad de Vigo (1): 2004.
- Trofeo Villa de Gijón (1): 2012.

## Rivalidades

### Derbi del Minho
Mantiene una rivalidad con el Sporting Clube de Braga, al inicio de su existencia, la rivalidad entre Braga y Guimarães tuvo su origen principalmente en la lucha por la dirección del AF Braga, ya que, en aquella época, la mayoría de los partidos se jugaban contra equipos de la misma ciudad. En Braga, el SC Braga tuvo varios oponentes como el Braga Sport Club, su mayor rival en ese momento, el Braga Football Club y el Liberdade Foot-ball Club, en cambio, el Vitória Guimarães ejercía mayor hegemonía en la ciudad de Guimarães, ya que surgió tras la fusión de varios clubes.
Los primeros campeonatos regionales fueron dominados por el SC Braga y sólo en 1936/37, después de 10 títulos del Braga, los victorianos lograron imponerse, asistiendo a un período de crisis en el SC Braga. Fue precisamente durante este período que se creó el Campeonato Portugués de Fútbol, en 1934/35, y sólo a partir de 1941/42 el Campeón de la AF Braga se clasificó para primera división.
En 1946/47, se reformuló el marco competitivo del fútbol portugués, poniendo fin a la clasificación basada en campeonatos regionales, creando una lógica de continuidad entre ediciones, y un sistema de ascensos y descensos entre divisiones. La Primera División se amplió a 14 equipos, mientras que la II División se reformuló y se creó una III División. De esta forma, Vitória SC quedó integrado en la I División (como campeón), mientras que el SC Braga quedó relegado a la II División, no pudiendo participar en el campeonato distrital de ese año. El SC Braga conseguiría el ascenso en la temporada siguiente, retornando el derbi.
En los últimos años, es el SC Braga el que ha conseguido la posición de club más estable y con mejor rendimiento del Minho, consiguiendo también excelentes rentabilidades económicas gracias a la venta de activos y al resultado de buenas campañas en competiciones UEFA.
Por el lado vimaranense, y tras la salida del dirigente histórico Pimenta Machado en 2004, se han producido sucesivos cambios en la presidencia, y tras varias temporadas con resultados mediocres en el plano deportivo, y pésimos en el capítulo financiero, inició una campaña bajo la presidencia de Júlio Mendes, con vistas a reducir el pasivo del Club.

### Rivalidad con el Boavista FC
Otro rival del Vitória Sport Club es el Boavista Futebol Clube, siendo los partidos entre los dos clubes siempre marcados por una gran emoción y fervor

## Participación en competiciones europeas
Nota: En negrita competiciones activas.
| Competición                        | Temp. | PJ | PG | PE | PP | GF | GC  | Dif. | Puntos | Mejor posición         |
| ---------------------------------- | ----- | -- | -- | -- | -- | -- | --- | ---- | ------ | ---------------------- |
| Liga de Campeones de la UEFA       | 1     | 2  | 0  | 1  | 1  | 1  | 2   | -1   | 1      | Tercera Ronda          |
| Liga Europa de la UEFA             | 16    | 72 | 21 | 16 | 35 | 79 | 102 | -23  | 79     | Cuartos de Final       |
| Liga Europa Conferencia de la UEFA | 2     | 6  | 3  | 1  | 2  | 9  | 8   | +2   | 7      | Tercera Ronda          |
| Recopa de Europa de la UEFA        | 1     | 2  | 1  | 0  | 1  | 1  | 2   | -1   | 3      | Dieciseisavos de Final |
| Total                              | 20    | 82 | 25 | 18 | 39 | 90 | 113 | -23  | 90     | 0 títulos              |

Actualizado a la temporada 2022-23.

#### Partidos
| Temporada | Torneo                   | Ronda            | Club                     | Casa       | Visita | Global      |
| --------- | ------------------------ | ---------------- | ------------------------ | ---------- | ------ | ----------- |
| 1969–70   | Copa de Ferias           | 1                | Baník Ostrava            | 1–0        | 1–1    | 2–1         |
| 1969–70   | Copa de Ferias           | 2                | Southampton              | 3–3        | 1–5    | 4–8         |
| 1970–71   | Copa de Ferias           | 1                | Angoulême                | 3–0        | 1–3    | 4–3         |
| 1970–71   | Copa de Ferias           | 2                | Hibernian                | 2–1        | 0–2    | 2–3         |
| 1983–84   | Copa de la UEFA          | 1                | Aston Villa              | 1–0        | 0–5    | 1–5         |
| 1986–87   | Copa de la UEFA          | 1                | Angoulême                | 2–1        | 1–1    | 3–2         |
| 1986–87   | Copa de la UEFA          | 2                | Atlético de Madrid       | 2–0        | 0–1    | 2–1         |
| 1986–87   | Copa de la UEFA          | 3                | Groningen                | 3–0        | 0–1    | 3–1         |
| 1986–87   | Copa de la UEFA          | Cuartos de final | Borussia Mönchengladbach | 2–2        | 0–3    | 2–5         |
| 1987–88   | Copa de la UEFA          | 1                | Tatabánya                | 1–0        | 1–1    | 2–1         |
| 1987–88   | Copa de la UEFA          | 2                | Beveren                  | 1–0        | 0–1    | 1–1 (p.)    |
| 1987–88   | Copa de la UEFA          | 3                | TJ Vitkovice             | 2–0        | 0–2    | 2–2 (p)     |
| 1988–89   | Recopa de Europa         | 1                | Roda JC                  | 1–0        | 0–2    | 1–2         |
| 1990–91   | Copa de la UEFA          | 1                | Fenerbahçe               | 2–3        | 0–3    | 2–6         |
| 1992–93   | Copa de la UEFA          | 1                | Real Sociedad            | 3–0        | 0–2    | 3–2         |
| 1992–93   | Copa de la UEFA          | 2                | Ajax Ámsterdam           | 0–3        | 1–2    | 1–5         |
| 1995–96   | Copa de la UEFA          | 1                | Standard Lieja           | 3–1        | 0–0    | 3–1         |
| 1995–96   | Copa de la UEFA          | 2                | Barcelona                | 0–4        | 0–3    | 0–7         |
| 1996–97   | Copa de la UEFA          | 1                | Parma                    | 2–0        | 1–2    | 3–2         |
| 1996–97   | Copa de la UEFA          | 2                | Anderlecht               | 1–1        | 0–0    | 1–1 (v.)    |
| 1997–98   | Copa de la UEFA          | 1                | Lazio                    | 0–4        | 1–2    | 1–6         |
| 1998–99   | Copa de la UEFA          | 1                | Celtic                   | 1–2        | 1–2    | 2–4         |
| 2005–06   | Copa de la UEFA          | 1                | Wisła Cracovia           | 3–0        | 1–0    | 4–0         |
| 2005–06   | Copa de la UEFA          | Grupo H          | Zenit San Petersburgo    | -          | 1–2    | 5º lugar    |
| 2005–06   | Copa de la UEFA          | Grupo H          | Bolton Wanderers         | 1–1        | -      | 5º lugar    |
| 2005–06   | Copa de la UEFA          | Grupo H          | Sevilla                  | -          | 1–3    | 5º lugar    |
| 2005–06   | Copa de la UEFA          | Grupo H          | Beşiktaş                 | 1–3        | -      | 5º lugar    |
| 2008–09   | UEFA Champions League    | Clasificatoria 3 | Basel                    | 0–0        | 1–2    | 1–2         |
| 2008–09   | Copa de la UEFA          | 1                | Portsmouth               | 2–2        | 0–2    | 2–4         |
| 2011–12   | UEFA Europa League       | Clasificatoria 3 | Midtjylland              | 2–1        | 0–0    | 2–1         |
| 2011–12   | UEFA Europa League       | Play-off         | Atlético de Madrid       | 0–4        | 0–2    | 0–6         |
| 2013–14   | UEFA Europa League       | Grupo I          | Olympique de Lyon        | 1–2        | 1–1    | 3º lugar    |
| 2013–14   | UEFA Europa League       | Grupo I          | Real Betis               | 0–1        | 0–1    | 3º lugar    |
| 2013–14   | UEFA Europa League       | Grupo I          | Rijeka                   | 4–0        | 0–0    | 3º lugar    |
| 2015–16   | UEFA Europa League       | Clasificatoria 3 | Altach                   | 1–4        | 1–2    | 2–6         |
| 2017–18   | UEFA Europa League       | Grupo I          | Red Bull Salzburgo       | 1–1        | 0–3    | 4º lugar    |
| 2017–18   | UEFA Europa League       | Grupo I          | Olympique de Marsella    | 1–0        | 1–2    | 4º lugar    |
| 2017–18   | UEFA Europa League       | Grupo I          | Konyaspor                | 1–1        | 1–2    | 4º lugar    |
| 2019–20   | UEFA Europa League       | Clasificatoria 2 | Jeunesse d'Esch          | 4–0        | 1–0    | 5–0         |
| 2019–20   | UEFA Europa League       | Clasificatoria 3 | Ventspils                | 6–0        | 3–0    | 9–0         |
| 2019–20   | UEFA Europa League       | Play-Off         | Steaua de Bucarest       | 1–0        | 0–0    | 1–0         |
| 2019–20   | UEFA Europa League       | Grupo F          | Standard Lieja           | 1–1        | 0–2    | 4º lugar    |
| 2019–20   | UEFA Europa League       | Grupo F          | Eintracht Frankfurt      | 0–1        | 3–2    | 4º lugar    |
| 2019–20   | UEFA Europa League       | Grupo F          | Arsenal                  | 1–1        | 2–3    | 4º lugar    |
| 2022–23   | Europa Conference League | Clasificatoria 2 | Puskás Akadémia          | 3-0        | 0-0    | 3-0         |
| 2022–23   | Europa Conference League | Clasificatoria 3 | Hajduk Split             | 1-0        | 1-3    | 2-3         |
| 2023-24   | Europa Conference League | Clasificatoria 2 | Celje                    | 0-1 (t.e.) | 4-3    | 4-4 (2-4 p) |
| 2024-25   | Europa Conference League | Clasificatoria 2 | Floriana FC              | 4-0        | 1-0    | 5-0         |
| 2024-25   | Europa Conference League | Clasificatoria 3 | FC Zürich                | 2-0        | 3-0    | 5-0         |
| 2024-25   | Europa Conference League | Play-Off         | Zrinjski Mostar          | 3-0        | 4-0    | 7-0         |
| 2024-25   | Europa Conference League | Fase Liga        | NK Celje                 | 3-1        |        |             |
| 2024-25   | Europa Conference League | Fase Liga        | Djurgardens IF           |            |        |             |
| 2024-25   | Europa Conference League | Fase Liga        | FK Mlada Boleslav        |            |        |             |
| 2024-25   | Europa Conference League | Fase Liga        | FK Astaná                |            |        |             |
| 2024-25   | Europa Conference League | Fase Liga        | FC St. Gallen            |            |        |             |
| 2024-25   | Europa Conference League | Fase Liga        | Fiorentina               |            |        |             |